# Palkisoaivi
Palkisoaivi är ett berg i Finland.   Det ligger i den ekonomiska regionen  Fjäll-Lappland  och landskapet Lappland, i den norra delen av landet, 900 km norr om huvudstaden Helsingfors. Toppen på Palkisoaivi är 544 meter över havet.
Terrängen runt Palkisoaivi är huvudsakligen platt, men norrut är den kuperad.  Trakten runt Palkisoaivi är nära nog obefolkad, med mindre än två invånare per kvadratkilometer. Omgivningarna runt Palkisoaivi är i huvudsak ett öppet busklandskap.